# Брансон (Колорадо)
Брансон (англ. Branson) — місто (англ. town) в США, в окрузі Лас-Анімас штату Колорадо. Населення — 57 осіб (2020).

## Географія
Брансон розташований за координатами 37°0′56″ пн. ш. 103°53′2″ зх. д. / 37.01556° пн. ш. 103.88389° зх. д. (37.015493, -103.883777).  За даними Бюро перепису населення США в 2010 році місто мало площу 0,63 км², уся площа — суходіл.

### Клімат
| Клімат : Брансон                                            | Клімат : Брансон | Клімат : Брансон | Клімат : Брансон | Клімат : Брансон | Клімат : Брансон | Клімат : Брансон | Клімат : Брансон | Клімат : Брансон | Клімат : Брансон | Клімат : Брансон | Клімат : Брансон | Клімат : Брансон | Клімат : Брансон |
| Показник                                                    | Січ.             | Лют.             | Бер.             | Квіт.            | Трав.            | Черв.            | Лип.             | Серп.            | Вер.             | Жовт.            | Лист.            | Груд.            | Рік              |
| Абсолютний максимум, °C                                     | 21,7             | 23,3             | 28,3             | 30,0             | 33,3             | 37,2             | 37,8             | 36,1             | 35,0             | 30,0             | 25,6             | 25,6             | 37,8             |
| Середній максимум, °C                                       | 7,7              | 8,7              | 11,4             | 17,1             | 22,1             | 27,7             | 30,2             | 29,2             | 25,6             | 19,4             | 12,8             | 8,4              | 18,3             |
| Середній мінімум, °C                                        | −6,1             | −5,4             | −3,7             | 1,9              | 7,0              | 12,2             | 15,1             | 14,5             | 10,4             | 4,7              | −1,7             | −4,9             | 3,7              |
| Абсолютний мінімум, °C                                      | −31,7            | −26,1            | −23,3            | −15              | −7,2             | −2,2             | 4,4              | 5,0              | −3,9             | −13,9            | −22,2            | −22,8            | −31,7            |
| Норма опадів, мм                                            | 11               | 16               | 24               | 43               | 60               | 33               | 68               | 73               | 37               | 26               | 19               | 15               | 425              |
| ----------------------------------------------------------- | ---------------- | ---------------- | ---------------- | ---------------- | ---------------- | ---------------- | ---------------- | ---------------- | ---------------- | ---------------- | ---------------- | ---------------- | ---------------- |
| Джерело: http://www.wrcc.dri.edu/cgi-bin/cliMAIN.pl?co0898. |                  |                  |                  |                  |                  |                  |                  |                  |                  |                  |                  |                  |                  |

## Демографія
Згідно з переписом 2010 року, у місті мешкали 74 особи в 33 домогосподарствах у складі 18 родин. Густота населення становила 117 осіб/км².  Було 45 помешкань (71/км²).
Расовий склад населення:
| - 91,9 % — білих - 1,4 % — корінних американців - 1,4 % — азіатів - 2,7 % — осіб інших рас |

До двох чи більше рас належало 2,7 %. Частка іспаномовних становила 27,0 % від усіх жителів.
За віковим діапазоном населення розподілялося таким чином: 27,0 % — особи молодші 18 років, 54,1 % — особи у віці 18—64 років, 18,9 % — особи у віці 65 років та старші. Медіана віку мешканця становила 43,0 року. На 100 осіб жіночої статі у місті припадало 85,0 чоловіків;  на 100 жінок у віці від 18 років та старших — 100,0 чоловіків також старших 18 років.
Середній дохід на одне домашнє господарство  становив 43 165 доларів США (медіана — 36 875), а середній дохід на одну сім'ю — 52 750 доларів (медіана — 45 000). За межею бідності перебувало 2,4 % осіб, у тому числі 0,0 % дітей у віці до 18 років та 6,3 % осіб у віці 65 років та старших.
Цивільне працевлаштоване населення становило 20 осіб. Основні галузі зайнятості: освіта, охорона здоров'я та соціальна допомога — 50,0 %, будівництво — 20,0 %, виробництво — 10,0 %, сільське господарство, лісництво, риболовля — 10,0 %.